# Lai acid nucleic

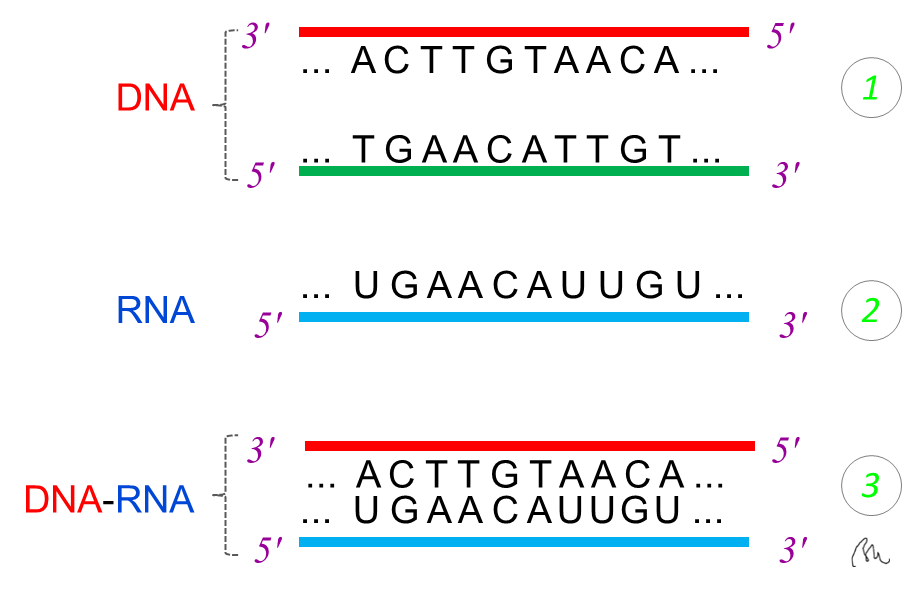
Sơ đồ mô tả kết hợp một mạch đơn DNA (1) với một mạch đơn RNA có trình tự nucleotide tương ứng (2), tạo thành một chuỗi kép DNA-RNA lai (3).

Lai acid nucleic (tiếng Anh: nucleic acid hybridization) là phương pháp tạo ra một chuỗi kép gồm hai mạch polynucleotide ổn định, từ hai chuỗi đơn tự do và khác nhau, dựa vào các liên kết hydro giữa các cặp base hình thành giữa hai chuỗi đơn ban đầu theo nguyên tắc bổ sung.
Phương pháp này thực chất là kỹ thuật gắn kết hai chuỗi polynucleotide khác nhau để tạo ra phân tử acid nucleic lai có hai mạch. Kỹ thuật lai có thể được thực hiện giữa hai chuỗi đơn cùng loại hoặc khác loại, tuỳ theo mục đích mong muốn, gồm ba kiểu:
- Lai DNA với DNA;
- Lai DNA với RNA;
- Lai RNA với RNA.

## Tổng quan
- Trong tự nhiên cũng như ở phòng thí nghiệm, các chuỗi đơn của phân tử DNA và RNA có thể tồn tại tự do ở dạng tuyến tính (mạch thẳng). Trong trạng thái này, mỗi chuỗi đều có các base nitơ "tự do" (theo nghĩa chưa bắt cặp với base nitơ khác) nên có khả năng hình thành liên kết hydro với các base nitơ "tự do" ở chuỗi khác theo nguyên tắc bổ sung. Do đó, trong những điều kiện thích hợp, thì các chuỗi đơn khác nhau cùng tồn tại ở một môi trường có thể tự kết hợp với nhau do sự cần thiết phải bù nhau giữa các cặp base nitơ (nguyên tắc bổ sung), hình thành nên các liên kết hydro giữa chúng, tạo ra hai chuỗi gắn nối với nhau như là một phân tử mạch kép thống nhất.
- Chẳng hạn, phân tử DNA kép (gồm hai mạch đã gắn nối nhau) đặt trong dung dịch thích hợp, khi được đun nóng đến nhiệt độ nhất định (trung bình là khoảng 80 °C) thì sẽ tách thành hai mạch rời nhau, đó là hiện tượng biến tính hoá sinh (denaturation biochemistry). Nếu dung dịch nguội dần đến lúc nào đó, hai mạch gặp nhau sẽ có thể gắn kết lại với nhau, đó là hiện tượng hồi tính hoá sinh (renaturation biochemistry).[2] Khám phá này là của J. Watson và F. Crick về hiện tượng phân tử DNA sau khi bị biến tính thành hai chuỗi đơn, mà có nguồn gốc từ cùng một phân tử mẹ, thì có thể "tái sinh" trong các điều kiện có độ pH, nhiệt độ và nồng độ ion thích hợp.[5]
- Lấy phân tử DNA loại này (kí hiệu là A) đã biến tính trộn lẫn với phân tử DNA loại kia (kí hiệu là B) cũng đã biến tính, rồi hạ nhiệt dần dần để dung dịch nguội. Đến khi nhiệt độ hạ xuống mức nhất định, chuỗi đơn A có thể kết hợp với chuỗi đơn A (thành DNA kép A như ban đầu), hoặc chuỗi đơn B có thể kết hợp với chuỗi đơn B (thành DNA kép B như ban đầu), hoặc chuỗi đơn A có thể kết hợp với chuỗi đơn B thành DNA kép lai. Phân tử lai thường được phát hiện nhờ đánh dấu bằng đồng vị phóng xạ;[2] hoặc cũng còn được phát hiện bằng quan sát qua  kính hiển vi điện tử, bằng "dán nhãn" huỳnh quang hoặc rửa bằng enzym phân huỷ chuỗi đơn.[1]

## Phương pháp
Các nhà nghiên cứu phân biệt hai kỹ thuật: lai nghiêm ngặt và lai ít nghiêm ngặt.

### Lai nghiêm ngặt
Trong kỹ thuật lai nghiêm ngặt (stringent hybridization), hai chuỗi polynucleotide chỉ tạo thành phân tử lai khi các cặp nucleotide bổ sung hoàn toàn với nhau, từ đó phân tử lai (hoặc đoạn mạch kép lai) được tạo thành rất ổn định. Kỹ thuật này thường áp dụng với hai chuỗi polynucleotide cùng loại.
- Trong phương pháp thấm Southern (phát âm IPA: /ˈsʌðən/), các đoạn đem lai đều là DNA.
- Trong phương pháp thấm Northern (phát âm IPA: /nɔːðən/), các đoạn đem lai đều là RNA, hoặc lai DNA-RNA.

### Lai ít nghiêm ngặt
Trong kỹ thuật lai ít nghiêm ngặt (reduced stringent hybridization), hai chuỗi polynucleotide chỉ cần có trình tự tương tự nhau do có họ hàng từ nguồn gốc gần, mọi cặp nucleotide không liên kết bổ sung hoàn toàn với nhau, mà chỉ có một số đoạn lai nhất định được tạo thành. Kỹ thuật này thường áp dụng với hai chuỗi polynucleotide khác loại trong phương pháp dot hybridization (lai theo điểm) và phương pháp slot hybridization (lai theo rãnh). Các phép lai dot / slot bao giờ cũng sử dụng đoạn mạch đơn DNA có đánh dấu bằng  huỳnh quang hoặc đồng vị phóng xạ, gọi là đoạn dò (probe) để xác định kết quả lai. Sự khác biệt chính giữa hai phương pháp này là kết quả biểu hiện trên màng lai: ở kỹ thuật lai theo điểm (dot) thì các acid nucleic tạo thành các đốm tròn, còn ở kỹ thuật lai theo rãnh (slot) thì chúng xuất hiện thành các hình chữ nhật hẹp.

## Ý nghĩa

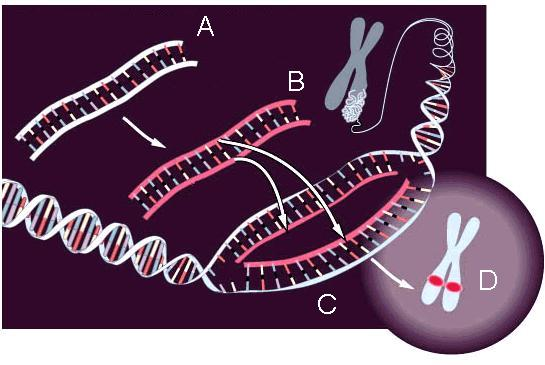
Sơ đồ phép lai FISH (lai huỳnh quang tại chỗ) cho thấy kỹ thuật này rất hữu ích để xác định vị trí gen hoặc bất thường nhiễm sắc thể.A: Đoạn DNA kép. B: Đánh dấu huỳnh quang. C: Lai nghiêm ngặt. D: Điểm phát huỳnh quang (màu đỏ) hiện rõ trên nhiễm sắc thể ở tế bào, báo rõ vị trí của đoạn DNA lai.

Lai acid nucleic được vận dụng nhiều trong nghiên cứu của di truyền phân tử cũng như sinh học phân tử và nghiên cứu dược phẩm.
- Vận dụng để xác định quan hệ họ hàng giữa hai loài: hai loài sinh vật có quan hệ họ hàng càng gần thì trình tự nucleotide giống nhau càng nhiều,[11] do đó lai hai DNA khác nhau thường tạo ra phân tử DNA lai khá nghiêm ngặt, phát hiện qua ảnh phóng xạ tự chụp hoặc kỹ thuật đọc huỳnh quang. Chẳng hạn phép lai DNA-DNA đã được dùng như phương pháp chính để phân biệt các loài vi khuẩn, khoảng 70 - 79% trở lên các cặp base được liên kết với nhau trong DNA lai sẽ chỉ ra rằng các chủng thuộc cùng loài.[12][13][14] Nếu kết quả ngược lại (khoảng 70 - 79% trở xuống là khác nhau) thì có thể khác loài.[15][16]
- Sử dụng để phát hiện và cô lập các trình tự nucleotide cụ thể, đo lường tương đồng hoặc xác định các đặc điểm khác của một hoặc cả hai chuỗi.
- Sử dụng để tìm kiếm vị trí phiên mã cụ thể trên nhiễm sắc thể, cũng tức là xác định gen cấu trúc cụ thể thông qua phân tích huỳnh quang trong phép lai huỳnh quang tại chỗ (fluorescent in situ hybridization) viết tắt là FISH.
- Trong xét nghiệm pháp y, sử dụng phương pháp lai này để xác định nguồn gốc của mẫu DNA, kết hợp với sử dụng PCR (phản ứng chuỗi polymerase).
- Lai chuỗi đơn DNA ngắn với các mRNA nhằm xác định các biểu hiện gen.
- Một số công ty dược phẩm đang khám phá việc sử dụng RNA đối nghĩa (RNA antisense) để lai  RNA với mRNA không mong muốn, nhằm ngăn cản ribosome của vi khuẩn tổng hợp nên prôtêin có hại.
- Định vị gen trên nhiễm sắc thể (công trình khởi nguồn nhờ Joseph Gall và Mary Lou Pardue vào những năm 1960) nhờ lai theo phương thức lai tại chỗ (in situ hybridization, viết tắt là ISH).
- Ứng dụng trong phương pháp thấm Southern (Sourthern blot) và phương pháp thấm Northern nhằm:
  - Lập bản đồ giới hạn của một gen.
  - Phát hiện các đa dạng trình tự của cùng một gen ở các chủng hay các cá thể khác nhau qua sự so sánh bản đồ giới hạn của chúng.
  - Phát hiện các đột biến mất đoạn, đột biến điểm hay tái tổ hợp trên vì chúng làm thay đổi bản đồ giới hạn.